# Puget-sur-Argens
Puget-sur-Argens ist eine französische Stadt mit 8.473 Einwohnern (Stand 1. Januar 2022) im Département Var in der Region Provence-Alpes-Côte d’Azur. Sie gehört zum Arrondissement Draguignan und zum Gemeindeverband Estérel Côte d’Azur Agglomération. Die Bewohner werden Pugétois und Pugétoises genannt.

## Geografie
Puget-sur-Argens liegt zwischen Fréjus und Roquebrune-sur-Argens im unteren Argenstal. Im Norden der Kleinstadt erheben sich kleine Hügel, die bald in das Esterel-Gebirge übergehen.
Das Gebiet der Stadt ist sehr ungleichmäßig belegt, da sich die Bebauung auf den südlichen Teil konzentriert, während die nördliche Hälfte von einigen landwirtschaftlichen Flächen und den ausgedehnten Wald von Malvoisin eingenommen wird.
Umgeben wird Puget-sur-Argens von den drei Nachbargemeinden:
|                       | Bagnols-en-Forêt                            |        |
|                       | Kompassrose, die auf Nachbargemeinden zeigt | Fréjus |
| Roquebrune-sur-Argens |                                             |        |

## Geschichte
In vorchristlicher Zeit war das Gebiet um Puget vom ligurischen Volk der Oxybier besiedelt, die nach Plinius ihren Lebensunterhalt vor allem durch Piraterie bestritten und daher um 150 v. Chr. von den Römern unterworfen wurden.
Als um 940 die Sarazenen nach Fréjus kamen, wurde der Villa Pogito genannte Ort zerstört.
Nach der Vertreibung der Sarazenen durch Wilhelm I. von Provence wurde der Ort wiederaufgebaut. Der 6. März 990 gilt heute offiziell als Gründungsdatum. An diesem Tag übergab Wilhelm Riculfe, dem Bischof von Fréjus, die Hälfte des Orts, bestimmte seine Grenzen und legte den zu entrichtenden Zehnten fest.
Um das Jahr 1100 wurde in Puget an der Stelle des heutigen Aussichtspunktes das gewaltige Schloss Castrum de  Pugéto errichtet. 1203 wurde die Herrschaft über ganz Puget in die Hände des Bischofs Raimond de Capella gelegt.
Im 16. Jahrhundert, während des Durchzugs Karls V. (1524) und der Hugenottenkriege, wurde die Burg zerstört. Heute ist der Wachturm erhalten geblieben, ein Uhrturm mit einem Glockenturm, der das Herz des Dorfes bildet.
Im Jahr 1599 verzichtete Barthélémy Camelin, Bischof von Fréjus, auf einen Teil seiner feudalen Rechte über das Anwesen und insbesondere auf die Nutzung des Ofens. Das Gebiet wurde daraufhin zu einer Gemeinde mit Wappen.

## Bevölkerungsentwicklung
| Puget-sur-Argens: Einwohnerzahlen von 1793 bis 2016                                                                        | Puget-sur-Argens: Einwohnerzahlen von 1793 bis 2016 | Puget-sur-Argens: Einwohnerzahlen von 1793 bis 2016 | Puget-sur-Argens: Einwohnerzahlen von 1793 bis 2016 | Puget-sur-Argens: Einwohnerzahlen von 1793 bis 2016 |
| --- | --------------------------------------------------- | --------------------------------------------------- | --------------------------------------------------- | --------------------------------------------------- |
| Jahr |                                                     |                                                     |                                                     | Einwohner                                           |
| 1793 | 1793                                                |                                                     | 965                                                 | 965                                                 |
| 1800 | 1800                                                |                                                     | 949                                                 | 949                                                 |
| 1806 | 1806                                                |                                                     | 941                                                 | 941                                                 |
| 1821 | 1821                                                |                                                     | 1.034                                               | 1.034                                               |
| 1831 | 1831                                                |                                                     | 1.053                                               | 1.053                                               |
| 1836 | 1836                                                |                                                     | 1.004                                               | 1.004                                               |
| 1841 | 1841                                                |                                                     | 918                                                 | 918                                                 |
| 1846 | 1846                                                |                                                     | 921                                                 | 921                                                 |
| 1851 | 1851                                                |                                                     | 838                                                 | 838                                                 |
| 1856 | 1856                                                |                                                     | 810                                                 | 810                                                 |
| 1861 | 1861                                                |                                                     | 831                                                 | 831                                                 |
| 1866 | 1866                                                |                                                     | 904                                                 | 904                                                 |
| 1872 | 1872                                                |                                                     | 869                                                 | 869                                                 |
| 1876 | 1876                                                |                                                     | 857                                                 | 857                                                 |
| 1881 | 1881                                                |                                                     | 926                                                 | 926                                                 |
| 1886 | 1886                                                |                                                     | 1.045                                               | 1.045                                               |
| 1891 | 1891                                                |                                                     | 1.142                                               | 1.142                                               |
| 1896 | 1896                                                |                                                     | 1.104                                               | 1.104                                               |
| 1901 | 1901                                                |                                                     | 1.251                                               | 1.251                                               |
| 1906 | 1906                                                |                                                     | 1.214                                               | 1.214                                               |
| 1911 | 1911                                                |                                                     | 1.402                                               | 1.402                                               |
| 1921 | 1921                                                |                                                     | 1.249                                               | 1.249                                               |
| 1926 | 1926                                                |                                                     | 1.551                                               | 1.551                                               |
| 1931 | 1931                                                |                                                     | 1.536                                               | 1.536                                               |
| 1936 | 1936                                                |                                                     | 1.576                                               | 1.576                                               |
| 1946 | 1946                                                |                                                     | 1.558                                               | 1.558                                               |
| 1954 | 1954                                                |                                                     | 3.423                                               | 3.423                                               |
| 1962 | 1962                                                |                                                     | 3.399                                               | 3.399                                               |
| 1968 | 1968                                                |                                                     | 3.033                                               | 3.033                                               |
| 1975 | 1975                                                |                                                     | 3.849                                               | 3.849                                               |
| 1982 | 1982                                                |                                                     | 4.509                                               | 4.509                                               |
| 1990 | 1990                                                |                                                     | 5.865                                               | 5.865                                               |
| 1999 | 1999                                                |                                                     | 6.368                                               | 6.368                                               |
| 2006 | 2006                                                |                                                     | 6.914                                               | 6.914                                               |
| 2011 | 2011                                                |                                                     | 6.630                                               | 6.630                                               |
| 2016 | 2016                                                |                                                     | 7.839                                               | 7.839                                               |
| Quelle(n): EHESS/Cassini bis 1999, INSEE ab 2006 Anmerkung(en): Ab 1962 offizielle Zahlen ohne Einwohner mit Zweitwohnsitz |                                                     |                                                     |                                                     |                                                     |

## Sehenswürdigkeiten
- Gotische Kirche Saint-Jacques-le-Majeur, errichtet zwischen 1572 und 1577
- Uhrenturm mit Glocke aus dem 18. Jahrhundert
- Schloss Vaucouleurs aus dem 17. bis 20. Jahrhundert, heute Weingut

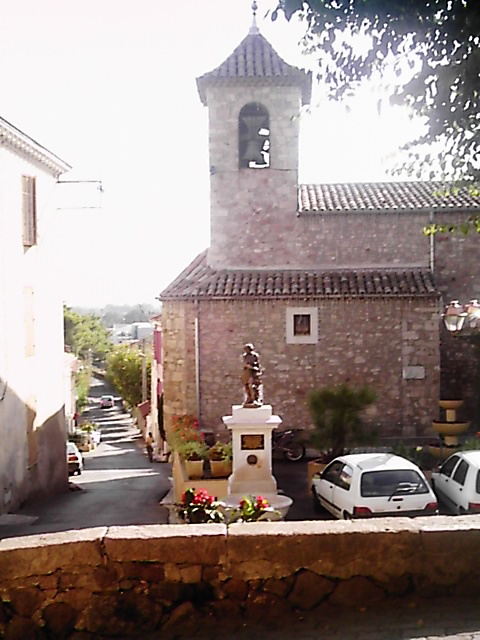
Kirche Saint-Jacques-le-Majeur
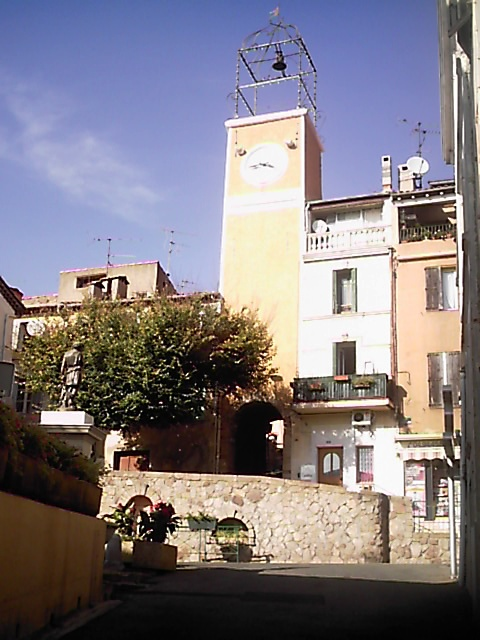
Uhrenturm
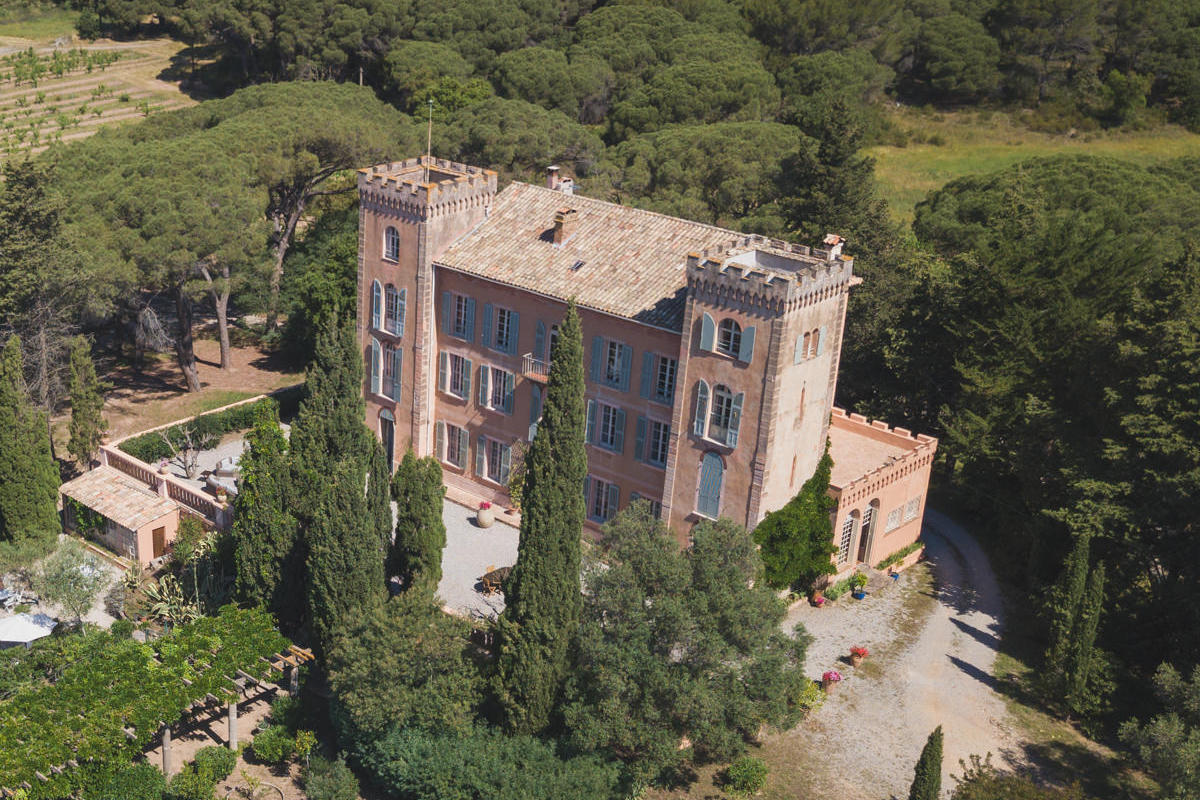
Schloss Vaucouleurs